# Willie Jones (Schlagzeuger, 1929)
William „Willie“ Jones (* 20. Oktober 1929 in New York City; † 9. April 1993 ebenda) war ein Schlagzeuger des Modern Jazz, der vor allem in den 1950er-Jahren aktiv war.

## Leben und Wirken
Jones brachte sich als Autodidakt das Schlagzeugspiel im Wesentlichen selbst bei. Er begann 1953 in der Band von Thelonious Monk und spielte dann bei Cecil Payne, Joe Holiday, Charlie Parker, Kenny Dorham, Elmo Hope (1955) und J. J. Johnson. Auch war er öfter für Max Roach in dessen Quintett mit Clifford Brown eingesprungen. 1955 und Anfang 1956 gehörte er zur ersten Ausgabe des Jazz Workshop von Charles Mingus (bis er durch Dannie Richmond ersetzt wurde, weil er bei einer up-tempo-Interpretation von Cherokee angeblich unzureichend spielte). Danach war Jones bei Randy Weston beschäftigt. Von 1956 an war er bis 1959 der Schlagzeuger Lester Youngs. 1961 spielte er im Arkestra von Sun Ra. In seinen späteren Lebensjahren war er hauptsächlich damit beschäftigt, in den Schulen seiner Heimatstadt eine Jazzausbildung zu verankern.

## Diskographische Hinweise
- Champion Jack Dupree: Blues from the Gutter (Atlantic, 1958)
- Elmo Hope: Meditations (OJC, 1958)
- Thelonious Monk: MONK (Prestige/OJC, 1953/54)
- Charles Mingus: Mingus at the Bohemia (Debut, 1955)
- Charles Mingus: Pithecanthropus Erectus  (Atlantic, 1956)
- Sun Ra: The Futuristic Sounds of Sun Ra (Savoy, 1961)
- Randy Weston: The Modern Art of Jazz (Dawn/Fresh Sound, 1956)

## Lexigraphische Hinweise
- Carlo Bohländer, Karl Heinz Holler: Reclams Jazzführer (= Reclams Universalbibliothek. Nr. 10185/10196). Reclam, Stuttgart 1970, ISBN 3-15-010185-9.
- Leonard Feather, Ira Gitler: The Biographical Encyclopedia of Jazz. Oxford University Press, New York 1999, ISBN 0-19-532000-X.